# Шпильова вулиця
Шпильова́ ву́лиця — вулиця у Солом'янському районі міста Києва, місцевість Олександрівська слобідка. Пролягає від Яслинської вулиці до кінця забудови.
Врилучаються вулиці Феофіла Яновського та Нечуя-Левицького.

## Історія
Вулиця виникла у середині ХХ століття під назвою 469-а Нова. Сучасна назва — офіційно з 1944 року.
Однак реально сформувалася та забудувалася вулиця лише наприкінці 1940-х — на початку 1950-х років.
Назва («шпиль») пояснюється словником Б. Грінченка, згідно з яким «шпиль» — пагорб, невелика кругла гора, що загалом відповідає рельєфу місцевості.